# Журавинські

Варіант гербу Журавінських — Корчак

Журавинські (Журавінські, пол. Żórawińscy) — українських шляхетський рід Королівства Польського. Гілка роду Ходоровських. Прізвище походить від назви маєтності — Журавне.

## Представники
- Ян (Іван) — син Станіслава з Ходорова і Берездівців, онук львівського стольника Дмитра;[1] помер у турецькій тюрмі, дружина Барбара Гербурт (з Фульштина), донька Гербурта з Фульштина,[2] сестра львівського підкоморія Пйотра Гербурта-Одновського, стала матір'ю Миколая Рея[3]
- Станіслав — підкоморій галицький, белзький каштелян, дружина — Софія Дідушицька, донька Рафаїла[4]
- Себастьян — галицький каштелян, дружина — воєводичка ленчицька Ельжбета Косцелецька, вдова Потоцького
  - Софія — перша дружина руського воєводи Миколая Гербурта з Дідилова[5]
  - Анна[6] — дружина скальського старости Миколая Лянцкоронського (їх син — подільський воєвода[7] Станіслав Лянцкоронський[6])

- Михайло — писар литовський, Луцький православний єпископ
  - Олександр — зять Івана (Іоана) Борзобагатого[8]

- NN — дружина обозного, любомльського старости Станіслава Сіцінського

## Цікаво, що
Генріх Горст добував камінь для своїх робіт у маєтностях Журавинських.